# ITF Wiesbaden
Das ITF Wiesbaden (offiziell: Wiesbaden Tennis Open) ist ein Tennisturnier des ITF Women’s Circuit, das in Wiesbaden, Deutschland ausgetragen wird. Veranstalter ist der TC Bierstadt.

## Siegerliste

### Einzel
| Jahr                   | Siegerin               | Finalgegnerin     | Ergebnis       |
| ---------------------- | ---------------------- | ----------------- | -------------- |
| ↓ Kategorie: $10.000 ↓ |                        |                   |                |
| 2009                   | Julia Babilon          | Darija Jurak      | 6:1, 6:2       |
| 2010                   | Scarlett Werner        | Elise Tamaëla     | 5:7, 6:2, 6:4  |
| 2011                   | Yuliana Lizarazo       | Marcella Koek     | 6:1, 7:65      |
| 2012                   | Anna Danilina          | Laura Siegemund   | 7:62, 7:64     |
| ↓ Kategorie: $25.000 ↓ |                        |                   |                |
| 2013                   | Yvonne Meusburger      | Sharon Fichman    | 5:7, 6:4, 6:1  |
| 2014                   | Ekaterina Alexandrova  | Tamira Paszek     | 7:64, 4:6, 6:3 |
| 2015                   | Anastasija Sevastova   | Tereza Martincová | 6:1, 6:3       |
| 2016                   | Wiktorija Kan          | Laura Schaeder    | 6:2, 4:6, 6:0  |
| 2017                   | Kathinka von Deichmann | Petra Martić      | 4:6, 6:4, 7:67 |
| 2018                   | Kathinka von Deichmann | Katarina Sawazka  | 6:3, 6:2       |
| ↓ Kategorie: W60 ↓     |                        |                   |                |
| 2019                   | Barbora Krejčíková     | Katarina Sawazka  | 6:4, 7:62      |
| ↓ Kategorie: W100 ↓    |                        |                   |                |
| 2020                   | abgesagt               | abgesagt          | abgesagt       |
| ↓ Kategorie: W80 ↓     |                        |                   |                |
| 2021                   | Anna Bondár            | Clara Burel       | 6:2, 6:4       |
| ↓ Kategorie: W100 ↓    |                        |                   |                |
| 2022                   | Danka Kovinić          | Nastasja Schunk   | 6:3, 7:60      |
| 2023                   | Elina Awanessjan       | Jaimee Fourlis    | 6:2, 6:0       |
| 2024                   | Julia Riera            | Jule Niemeier     | 3:6, 6:3, 6:2  |
| 2025                   | Anna Bondár            | Julia Grabher     | 6:2, 6:4       |

### Doppel
| Jahr                   | Siegerinnen                            | Finalgegnerinnen                      | Ergebnis          |
| ---------------------- | -------------------------------------- | ------------------------------------- | ----------------- |
| ↓ Kategorie: $10.000 ↓ |                                        |                                       |                   |
| 2009                   | Leonie Mekel Pauline Wong              | Alexandra Cadanțu Alexandra Stuparu   | 0:1, 6:2          |
| 2010                   | Barbara Bonić Nataša Zorić             | Quirine Lemoine Marlot Meddens        | 6:2, 6:2          |
| 2011                   | Mihaela Buzărnescu Karolina Wlodarczak | Dejana Raickovic Ghislaine van Baal   | 6:74, 6:3, [10:6] |
| 2012                   | Laura Siegemund Caitlin Whoriskey      | Alexandra Romanowa Sylwia Zagórska    | 6:0, 6:0          |
| ↓ Kategorie: $25.000 ↓ |                                        |                                       |                   |
| 2013                   | Gabriela Dabrowski Sharon Fichman      | Dinah Pfizenmaier Anna Zaja           | 6:3, 6:3          |
| 2014                   | Viktorija Golubic Diāna Marcinkēviča   | Julia Glushko Mandy Minella           | 6:4, 6:3          |
| 2015                   | Carolin Daniels Viktorija Golubic      | Cindy Burger Weronika Kapschaj        | 6:4, 4:6, [10:6]  |
| 2016                   | Marie Benoit Arantxa Rus               | Steffi Distelmans Demi Schuurs        | 6:2, 6:2          |
| 2017                   | Vivian Heisen Storm Sanders            | Diāna Marcinkēviča Rebeka Masarova    | 7:5, 5:7, [10:8]  |
| 2018                   | Hélène Scholsen Chanel Simmonds        | Cornelia Lister Sabrina Santamaria    | 6:3, 2:6, [10:8]  |
| ↓ Kategorie: W60 ↓     |                                        |                                       |                   |
| 2019                   | Anna Blinkowa Yanina Wickmayer         | Jaimee Fourlis Kathinka von Deichmann | 6:3, 4:6, [10:3]  |
| ↓ Kategorie: W100 ↓    |                                        |                                       |                   |
| 2020                   | abgesagt                               | abgesagt                              | abgesagt          |
| ↓ Kategorie: W80 ↓     |                                        |                                       |                   |
| 2021                   | Anna Bondár Lara Salden                | Arianne Hartono Olivia Tjandramulia   | 6:79, 6:2, [10:4] |
| ↓ Kategorie: W100 ↓    |                                        |                                       |                   |
| 2022                   | Amina Anschba Panna Udvardy            | Andrea Gámiz Eva Vedder               | 6:2, 6:4          |
| 2023                   | Jaimee Fourlis Olivia Gadecki          | Emily Appleton Julia Lohoff           | 6:1, 6:4          |
| 2024                   | Samantha Murray Sharan Laura Pigossi   | Himeno Sakatsume Anita Wagner         | 7:5, 6:2          |
| 2025                   | Schibek Qulambajewa Darja Semeņistaja  | Jesika Malečková Miriam Škoch         | 4:6, 6:3, [11:9]  |

## Quelle
- ITF Homepage